# 1414
Portal Geschichte | Portal Biografien | Aktuelle Ereignisse | Jahreskalender | Tagesartikel

◄ |
14. Jahrhundert |
15. Jahrhundert
| 16. Jahrhundert | ►

◄ |
1380er |
1390er |
1400er |
1410er
| 1420er | 1430er | 1440er | ►

◄◄ |
◄ |
1410 |
1411 |
1412 |
1413 |
1414
| 1415 | 1416 | 1417 | 1418 | ► | ►►
Staatsoberhäupter  · Nekrolog   · Musikjahr
| Januar | Januar | Januar | Januar | Januar | Januar | Januar | Januar |
| Kw     | Mo     | Di     | Mi     | Do     | Fr     | Sa     | So     |
| 1      | 1      | 2      | 3      | 4      | 5      | 6      | 7      |
| 2      | 8      | 9      | 10     | 11     | 12     | 13     | 14     |
| 3      | 15     | 16     | 17     | 18     | 19     | 20     | 21     |
| 4      | 22     | 23     | 24     | 25     | 26     | 27     | 28     |
| 5      | 29     | 30     | 31     |        |        |        |        |
| ------ | ------ | ------ | ------ | ------ | ------ | ------ | ------ |

| Februar | Februar | Februar | Februar | Februar | Februar | Februar | Februar |
| Kw      | Mo      | Di      | Mi      | Do      | Fr      | Sa      | So      |
| 5       |         |         |         | 1       | 2       | 3       | 4       |
| 6       | 5       | 6       | 7       | 8       | 9       | 10      | 11      |
| 7       | 12      | 13      | 14      | 15      | 16      | 17      | 18      |
| 8       | 19      | 20      | 21      | 22      | 23      | 24      | 25      |
| 9       | 26      | 27      | 28      |         |         |         |         |
| ------- | ------- | ------- | ------- | ------- | ------- | ------- | ------- |

| März | März | März | März | März | März | März | März |
| Kw   | Mo   | Di   | Mi   | Do   | Fr   | Sa   | So   |
| 9    |      |      |      | 1    | 2    | 3    | 4    |
| 10   | 5    | 6    | 7    | 8    | 9    | 10   | 11   |
| 11   | 12   | 13   | 14   | 15   | 16   | 17   | 18   |
| 12   | 19   | 20   | 21   | 22   | 23   | 24   | 25   |
| 13   | 26   | 27   | 28   | 29   | 30   | 31   |      |
| ---- | ---- | ---- | ---- | ---- | ---- | ---- | ---- |

| April | April | April | April | April | April | April | April |
| Kw    | Mo    | Di    | Mi    | Do    | Fr    | Sa    | So    |
| 13    |       |       |       |       |       |       | 1     |
| 14    | 2     | 3     | 4     | 5     | 6     | 7     | 8     |
| 15    | 9     | 10    | 11    | 12    | 13    | 14    | 15    |
| 16    | 16    | 17    | 18    | 19    | 20    | 21    | 22    |
| 17    | 23    | 24    | 25    | 26    | 27    | 28    | 29    |
| 18    | 30    |       |       |       |       |       |       |
| ----- | ----- | ----- | ----- | ----- | ----- | ----- | ----- |

| Mai | Mai | Mai | Mai | Mai | Mai | Mai | Mai |
| Kw  | Mo  | Di  | Mi  | Do  | Fr  | Sa  | So  |
| 18  |     | 1   | 2   | 3   | 4   | 5   | 6   |
| 19  | 7   | 8   | 9   | 10  | 11  | 12  | 13  |
| 20  | 14  | 15  | 16  | 17  | 18  | 19  | 20  |
| 21  | 21  | 22  | 23  | 24  | 25  | 26  | 27  |
| 22  | 28  | 29  | 30  | 31  |     |     |     |
| --- | --- | --- | --- | --- | --- | --- | --- |

| Juni | Juni | Juni | Juni | Juni | Juni | Juni | Juni |
| Kw   | Mo   | Di   | Mi   | Do   | Fr   | Sa   | So   |
| 22   |      |      |      |      | 1    | 2    | 3    |
| 23   | 4    | 5    | 6    | 7    | 8    | 9    | 10   |
| 24   | 11   | 12   | 13   | 14   | 15   | 16   | 17   |
| 25   | 18   | 19   | 20   | 21   | 22   | 23   | 24   |
| 26   | 25   | 26   | 27   | 28   | 29   | 30   |      |
| ---- | ---- | ---- | ---- | ---- | ---- | ---- | ---- |

| Juli | Juli | Juli | Juli | Juli | Juli | Juli | Juli |
| Kw   | Mo   | Di   | Mi   | Do   | Fr   | Sa   | So   |
| 26   |      |      |      |      |      |      | 1    |
| 27   | 2    | 3    | 4    | 5    | 6    | 7    | 8    |
| 28   | 9    | 10   | 11   | 12   | 13   | 14   | 15   |
| 29   | 16   | 17   | 18   | 19   | 20   | 21   | 22   |
| 30   | 23   | 24   | 25   | 26   | 27   | 28   | 29   |
| 31   | 30   | 31   |      |      |      |      |      |
| ---- | ---- | ---- | ---- | ---- | ---- | ---- | ---- |

| August | August | August | August | August | August | August | August |
| Kw     | Mo     | Di     | Mi     | Do     | Fr     | Sa     | So     |
| 31     |        |        | 1      | 2      | 3      | 4      | 5      |
| 32     | 6      | 7      | 8      | 9      | 10     | 11     | 12     |
| 33     | 13     | 14     | 15     | 16     | 17     | 18     | 19     |
| 34     | 20     | 21     | 22     | 23     | 24     | 25     | 26     |
| 35     | 27     | 28     | 29     | 30     | 31     |        |        |
| ------ | ------ | ------ | ------ | ------ | ------ | ------ | ------ |

| September | September | September | September | September | September | September | September |
| Kw        | Mo        | Di        | Mi        | Do        | Fr        | Sa        | So        |
| 35        |           |           |           |           |           | 1         | 2         |
| 36        | 3         | 4         | 5         | 6         | 7         | 8         | 9         |
| 37        | 10        | 11        | 12        | 13        | 14        | 15        | 16        |
| 38        | 17        | 18        | 19        | 20        | 21        | 22        | 23        |
| 39        | 24        | 25        | 26        | 27        | 28        | 29        | 30        |
| --------- | --------- | --------- | --------- | --------- | --------- | --------- | --------- |

| Oktober | Oktober | Oktober | Oktober | Oktober | Oktober | Oktober | Oktober |
| Kw      | Mo      | Di      | Mi      | Do      | Fr      | Sa      | So      |
| 40      | 1       | 2       | 3       | 4       | 5       | 6       | 7       |
| 41      | 8       | 9       | 10      | 11      | 12      | 13      | 14      |
| 42      | 15      | 16      | 17      | 18      | 19      | 20      | 21      |
| 43      | 22      | 23      | 24      | 25      | 26      | 27      | 28      |
| 44      | 29      | 30      | 31      |         |         |         |         |
| ------- | ------- | ------- | ------- | ------- | ------- | ------- | ------- |

| November | November | November | November | November | November | November | November |
| Kw       | Mo       | Di       | Mi       | Do       | Fr       | Sa       | So       |
| 44       |          |          |          | 1        | 2        | 3        | 4        |
| 45       | 5        | 6        | 7        | 8        | 9        | 10       | 11       |
| 46       | 12       | 13       | 14       | 15       | 16       | 17       | 18       |
| 47       | 19       | 20       | 21       | 22       | 23       | 24       | 25       |
| 48       | 26       | 27       | 28       | 29       | 30       |          |          |
| -------- | -------- | -------- | -------- | -------- | -------- | -------- | -------- |

| Dezember | Dezember | Dezember | Dezember | Dezember | Dezember | Dezember | Dezember |
| Kw       | Mo       | Di       | Mi       | Do       | Fr       | Sa       | So       |
| 48       |          |          |          |          |          | 1        | 2        |
| 49       | 3        | 4        | 5        | 6        | 7        | 8        | 9        |
| 50       | 10       | 11       | 12       | 13       | 14       | 15       | 16       |
| 51       | 17       | 18       | 19       | 20       | 21       | 22       | 23       |
| 52       | 24       | 25       | 26       | 27       | 28       | 29       | 30       |
| 1        | 31       |          |          |          |          |          |          |
| -------- | -------- | -------- | -------- | -------- | -------- | -------- | -------- |

| Januar | Januar | Januar | Januar | Januar | Januar | Januar | Januar |
| Kw     | Mo     | Di     | Mi     | Do     | Fr     | Sa     | So     |
| 1      | 1      | 2      | 3      | 4      | 5      | 6      | 7      |
| 2      | 8      | 9      | 10     | 11     | 12     | 13     | 14     |
| 3      | 15     | 16     | 17     | 18     | 19     | 20     | 21     |
| 4      | 22     | 23     | 24     | 25     | 26     | 27     | 28     |
| 5      | 29     | 30     | 31     |        |        |        |        |
| ------ | ------ | ------ | ------ | ------ | ------ | ------ | ------ |

| Februar | Februar | Februar | Februar | Februar | Februar | Februar | Februar |
| Kw      | Mo      | Di      | Mi      | Do      | Fr      | Sa      | So      |
| 5       |         |         |         | 1       | 2       | 3       | 4       |
| 6       | 5       | 6       | 7       | 8       | 9       | 10      | 11      |
| 7       | 12      | 13      | 14      | 15      | 16      | 17      | 18      |
| 8       | 19      | 20      | 21      | 22      | 23      | 24      | 25      |
| 9       | 26      | 27      | 28      |         |         |         |         |
| ------- | ------- | ------- | ------- | ------- | ------- | ------- | ------- |

| März | März | März | März | März | März | März | März |
| Kw   | Mo   | Di   | Mi   | Do   | Fr   | Sa   | So   |
| 9    |      |      |      | 1    | 2    | 3    | 4    |
| 10   | 5    | 6    | 7    | 8    | 9    | 10   | 11   |
| 11   | 12   | 13   | 14   | 15   | 16   | 17   | 18   |
| 12   | 19   | 20   | 21   | 22   | 23   | 24   | 25   |
| 13   | 26   | 27   | 28   | 29   | 30   | 31   |      |
| ---- | ---- | ---- | ---- | ---- | ---- | ---- | ---- |

| April | April | April | April | April | April | April | April |
| Kw    | Mo    | Di    | Mi    | Do    | Fr    | Sa    | So    |
| 13    |       |       |       |       |       |       | 1     |
| 14    | 2     | 3     | 4     | 5     | 6     | 7     | 8     |
| 15    | 9     | 10    | 11    | 12    | 13    | 14    | 15    |
| 16    | 16    | 17    | 18    | 19    | 20    | 21    | 22    |
| 17    | 23    | 24    | 25    | 26    | 27    | 28    | 29    |
| 18    | 30    |       |       |       |       |       |       |
| ----- | ----- | ----- | ----- | ----- | ----- | ----- | ----- |

| Mai | Mai | Mai | Mai | Mai | Mai | Mai | Mai |
| Kw  | Mo  | Di  | Mi  | Do  | Fr  | Sa  | So  |
| 18  |     | 1   | 2   | 3   | 4   | 5   | 6   |
| 19  | 7   | 8   | 9   | 10  | 11  | 12  | 13  |
| 20  | 14  | 15  | 16  | 17  | 18  | 19  | 20  |
| 21  | 21  | 22  | 23  | 24  | 25  | 26  | 27  |
| 22  | 28  | 29  | 30  | 31  |     |     |     |
| --- | --- | --- | --- | --- | --- | --- | --- |

| Juni | Juni | Juni | Juni | Juni | Juni | Juni | Juni |
| Kw   | Mo   | Di   | Mi   | Do   | Fr   | Sa   | So   |
| 22   |      |      |      |      | 1    | 2    | 3    |
| 23   | 4    | 5    | 6    | 7    | 8    | 9    | 10   |
| 24   | 11   | 12   | 13   | 14   | 15   | 16   | 17   |
| 25   | 18   | 19   | 20   | 21   | 22   | 23   | 24   |
| 26   | 25   | 26   | 27   | 28   | 29   | 30   |      |
| ---- | ---- | ---- | ---- | ---- | ---- | ---- | ---- |

| Juli | Juli | Juli | Juli | Juli | Juli | Juli | Juli |
| Kw   | Mo   | Di   | Mi   | Do   | Fr   | Sa   | So   |
| 26   |      |      |      |      |      |      | 1    |
| 27   | 2    | 3    | 4    | 5    | 6    | 7    | 8    |
| 28   | 9    | 10   | 11   | 12   | 13   | 14   | 15   |
| 29   | 16   | 17   | 18   | 19   | 20   | 21   | 22   |
| 30   | 23   | 24   | 25   | 26   | 27   | 28   | 29   |
| 31   | 30   | 31   |      |      |      |      |      |
| ---- | ---- | ---- | ---- | ---- | ---- | ---- | ---- |

| August | August | August | August | August | August | August | August |
| Kw     | Mo     | Di     | Mi     | Do     | Fr     | Sa     | So     |
| 31     |        |        | 1      | 2      | 3      | 4      | 5      |
| 32     | 6      | 7      | 8      | 9      | 10     | 11     | 12     |
| 33     | 13     | 14     | 15     | 16     | 17     | 18     | 19     |
| 34     | 20     | 21     | 22     | 23     | 24     | 25     | 26     |
| 35     | 27     | 28     | 29     | 30     | 31     |        |        |
| ------ | ------ | ------ | ------ | ------ | ------ | ------ | ------ |

| September | September | September | September | September | September | September | September |
| Kw        | Mo        | Di        | Mi        | Do        | Fr        | Sa        | So        |
| 35        |           |           |           |           |           | 1         | 2         |
| 36        | 3         | 4         | 5         | 6         | 7         | 8         | 9         |
| 37        | 10        | 11        | 12        | 13        | 14        | 15        | 16        |
| 38        | 17        | 18        | 19        | 20        | 21        | 22        | 23        |
| 39        | 24        | 25        | 26        | 27        | 28        | 29        | 30        |
| --------- | --------- | --------- | --------- | --------- | --------- | --------- | --------- |

| Oktober | Oktober | Oktober | Oktober | Oktober | Oktober | Oktober | Oktober |
| Kw      | Mo      | Di      | Mi      | Do      | Fr      | Sa      | So      |
| 40      | 1       | 2       | 3       | 4       | 5       | 6       | 7       |
| 41      | 8       | 9       | 10      | 11      | 12      | 13      | 14      |
| 42      | 15      | 16      | 17      | 18      | 19      | 20      | 21      |
| 43      | 22      | 23      | 24      | 25      | 26      | 27      | 28      |
| 44      | 29      | 30      | 31      |         |         |         |         |
| ------- | ------- | ------- | ------- | ------- | ------- | ------- | ------- |

| November | November | November | November | November | November | November | November |
| Kw       | Mo       | Di       | Mi       | Do       | Fr       | Sa       | So       |
| 44       |          |          |          | 1        | 2        | 3        | 4        |
| 45       | 5        | 6        | 7        | 8        | 9        | 10       | 11       |
| 46       | 12       | 13       | 14       | 15       | 16       | 17       | 18       |
| 47       | 19       | 20       | 21       | 22       | 23       | 24       | 25       |
| 48       | 26       | 27       | 28       | 29       | 30       |          |          |
| -------- | -------- | -------- | -------- | -------- | -------- | -------- | -------- |

| Dezember | Dezember | Dezember | Dezember | Dezember | Dezember | Dezember | Dezember |
| Kw       | Mo       | Di       | Mi       | Do       | Fr       | Sa       | So       |
| 48       |          |          |          |          |          | 1        | 2        |
| 49       | 3        | 4        | 5        | 6        | 7        | 8        | 9        |
| 50       | 10       | 11       | 12       | 13       | 14       | 15       | 16       |
| 51       | 17       | 18       | 19       | 20       | 21       | 22       | 23       |
| 52       | 24       | 25       | 26       | 27       | 28       | 29       | 30       |
| 1        | 31       |          |          |          |          |          |          |
| -------- | -------- | -------- | -------- | -------- | -------- | -------- | -------- |

## Ereignisse

### Politik und Weltgeschehen

#### England/Frankreich/Burgund
- 10. Januar: Die Lollarden und ihr aus dem Tower von London befreiter Anführer Sir John Oldcastle werden auf dem St. Gilles Field bei London von königlichen Truppen vernichtend geschlagen.
- 23. Mai: In Arras wird ein Geheimvertrag zwischen Herzog Johann Ohnefurcht von Burgund und dem englischen König Heinrich V. zur gegenseitigen Unterstützung abgeschlossen.
- 4. September: Der Frieden von Arras beendet in Frankreich vorübergehend den Bürgerkrieg der Armagnacs und Bourguignons.
- Die Grafschaft Alençon wird zum Herzogtum erhoben, Johann I. wird erster Herzog und Pair von Frankreich.

#### Heiliges Römisches Reich

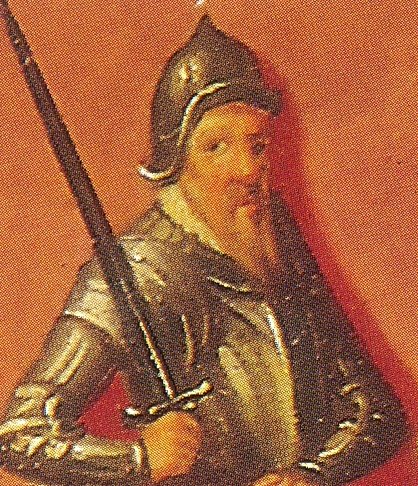
Friedrich VI., Burggraf von Nürnberg, der spätere Markgraf von Brandenburg

- Februar: In einer konzertierten Aktion unter Führung des späteren Markgrafen von Brandenburg Friedrich I. und unter Einsatz von Artillerie, der sogenannten „Faulen Grete“ wird der Ritteraufstand unter Führung der Quitzows niedergeschlagen.
  - 7. Februar: Das von Wichard von Rochow verteidigte Schloss Golzow fällt.
  - 10. Februar: Die von Dietrich von Quitzow verteidigte Burg Friesack fällt. Dietrich entkommt und zieht in der Folge als Raubritter durch Brandenburg.
  - 25. Februar: Das von Johann von Quitzow verteidigte Schloss Plaue fällt. Von Quitzow gerät in Gefangenschaft.
  - 26. Februar: Das von Goswin von Brederlow verteidigte Schloss Beuthen fällt.
- 18. März: Ernst der Eiserne lässt sich als letzter Herzog von Kärnten nach alter Tradition auf dem Fürstenstein in Karnburg bei Maria Saal in slowenischer Sprache (historisch windisch) einsetzen und nennt sich von diesem Zeitpunkt an Erzherzog.
- 17. April: Heinrich der Reiche von Bayern-Landshut gründet in Kelheim mit den Herzögen Ernst und Wilhelm III. von Bayern-München sowie Pfalzgraf Johann von Pfalz-Neumarkt die gegen seinen Vetter Ludwig VII. von Bayern-Ingolstadt gerichtete Sittichgesellschaft. Die Gründungsmitglieder der Gesellschaft verpflichten sich zu gegenseitiger Hilfeleistung gegen jeden, der sie schädigen oder ihr Urteil nicht akzeptieren will. Ihr Symbol, der Sittich, soll vermutlich Ludwigs Wappenvogel, den St.-Oswalds-Raben, parodieren.
- 24. Mai: Dietrich II. von Moers wird zum Erzbischof und Kurfürsten von Köln gewählt. Er folgt dem am 9. April verstorbenen Friedrich III. von Saarwerden.

#### Deutschordensstaat und Osteuropa

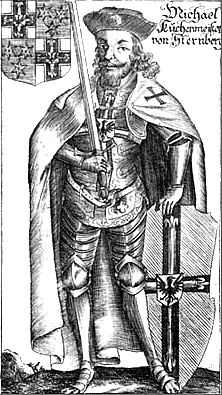
Michael Küchmeister

- 9. Januar: Michael Küchmeister lässt sich nach der Absetzung Heinrich von Plauens zum Hochmeister des Deutschen Ordens wählen. Von Plauen wird zunächst als Komtur auf die Engelsburg verwiesen, dann verhaftet und die nächsten Jahre in Danzig und Brandenburg gefangengehalten.
- Großmeister Küchmeister versucht, mit dem polnischen König Władysław II. Jagiełło zur Beilegung des jahrelangen Konflikts zwischen den beiden Staaten in Verhandlungen zu treten, was dieser jedoch ablehnt. Stattdessen fällt er im Sommer ins Ermland ein.
- Juli: Zwischen dem Deutschordensstaat und dem Königreich Polen sowie dessen Verbündetem Litauen beginnt der Hungerkrieg. Er ist dadurch geprägt, dass die beiden Seiten einander ausweichen und stattdessen Nachschubwege angreifen sowie die Ernte vernichten, was zu Hungersnöten und Seuchen führt. Der Hungerkrieg reiht sich ein in die Geschichte der Litauerkriege des Deutschen Ordens, welcher seit 1303 gegen die noch heidnischen Litauer einen Kreuzzug führt. Er endet am 7. Oktober mit einem Waffenstillstand ohne Konfliktlösung.

#### Republik Venedig
- 7. Januar: Tommaso Mocenigo wird als Nachfolger des im Vorjahr verstorbenen Michele Steno in Abwesenheit zum Dogen von Venedig gewählt. Unter seiner Führung steigt die Seerepublik zu einer der führenden politischen und wirtschaftlichen Mächte in Italien auf.

#### Süditalien

Wappen der Johanna von Anjou-Durazzo (Königin von Neapel, Titularkönigin von Jerusalem und Titularkönigin von Ungarn)

- 6. August: Nach dem Tod von Ladislaus wird seine Schwester Johanna II. Königin von Neapel. In Tarent wird Jacques II. de Bourbon, comte de La Marche, zum Fürsten gewählt, der nach dem Wunsch der Barone überdies Johanna heiraten und die Macht ihres Geliebten Pandolfo Alopo und des Condottiere Muzio Attendolo Sforza in Neapel brechen soll, ohne selbst König werden zu wollen.

#### Afrika
Nach dem Tod von Tewodros I., der im Kampf gegen Muslime am Fluss Awash fällt, wird sein jüngerer Bruder Isaak negus von Äthiopien aus der Solomonischen Dynastie. Er führt den Feldzug gegen die Falaschen fort.

#### Asien
- um 1414: Mit der Eroberung von Delhi durch Khizr-Khan löst im Sultanat von Delhi die Sayyid-Dynastie die Tughluq-Dynastie ab. Formal steht sie noch unter der Oberhoheit der Timuriden unter Timurs Enkel Schāh Ruch.

#### Urkundliche Ersterwähnungen
- 17. Januar: Das Gut am Hagen in Österreich ob der Enns wird erstmals urkundlich erwähnt.

### Kultur
- 1412 oder 1414: Der armenische Architekt Yeğyazar Kalfa beginnt im Auftrag von Sultan Mehmet I. mit dem Bau der Grünen Moschee und dem Grünen Mausoleum von Brussa.

### Religion

#### Konzil von Konstanz

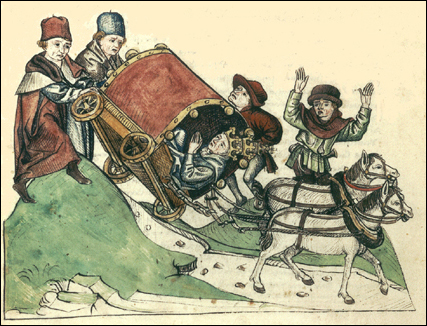
Sturz Johannes’ XXIII. auf der Fahrt zum Konstanzer Konzil (Richental-Chronik)

- 5. November: In Konstanz eröffnet Gegenpapst Johannes XXIII. das Konzil von Konstanz zur Überwindung des Abendländischen Schismas.
- 28. November: Der Priester und Theologe Jan Hus, der eine Ladung vor das Konzil erhalten hat, und dieser mit einem Brief des Kaisers über freies Geleit gefolgt ist, wird auf Betreiben des Papstes als Ketzer festgenommen, zur Bischofspfalz beim Konstanzer Münster gebracht und im Haus des Domkantors eine Woche gefangengehalten.

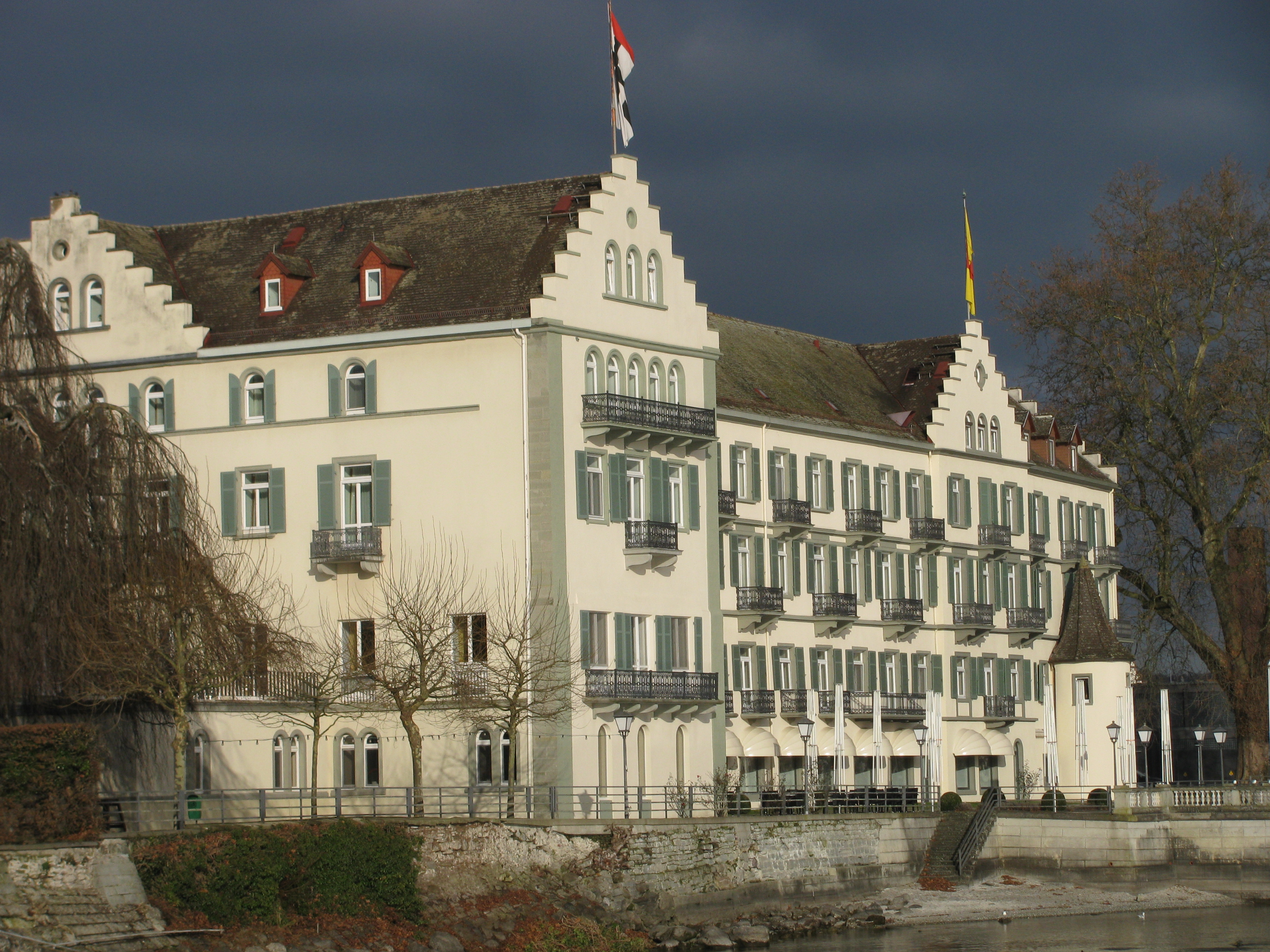
Das frühere Dominikanerkloster mit rundem Gefängnisturm, in dem Hus gefangengehalten wurde

- 6. Dezember: Jan Hus wird in einen halbrunden Anbau des Dominikanerklosters auf der Dominikanerinsel im Verlies festgesetzt.
- Ende des Jahres nimmt König Sigismund am Konzil teil und drückt nach Rücksprache mit einigen einflussreichen Theologen der Versammlung eine Geschäftsordnung auf, die festlegt, dass nach nationes und nicht, wie bisher üblich, nach Köpfen abgestimmt werde, um eine Majorisierung durch die italienischen Bischöfe zu verhindern. Insgesamt gibt es in Konstanz fünf nationes: Italica, Gallicana, Germanica, unter Einschluss der Skandinavier, Polen, Litauer, Kroaten, Ungarn, und Böhmen, Anglica und Hispanica.

#### Kirchenhierarchie
- 9. April: Friedrich III. von Saarwerden, Erzbischof von Köln, stirbt in Bonn. Nach dreitägiger Aufbahrung wird er in einem Hochgrab in der Marienkapelle im Kölner Dom beigesetzt. Am 24. Mai wird Dietrich II. von Moers mit der Mehrheit von 16 Stimmen und zahlreichen Versprechungen seinerseits an die Domherren im Bonner Münster zum neuen Erzbischof gewählt. Damit setzt er sich gegen seinen mächtigen Gegenspieler, den Paderborner Bischof Wilhelm von Berg durch. Die päpstliche Approbation erhält er im Oktober. Bis zu diesem Zeitpunkt hat er noch keine Weihen erhalten. Am 3. November lässt er sich zum Priester weihen, die Bischofsweihe folgt im Frühjahr 1415.
- 18. September: Sechs Tage nach dem Tod seines Vorgängers Friedrich von Perneck wird Sigmar von Holleneck durch den Salzburger Erzbischof Eberhard III. von Neuhaus zum Bischof von Seckau ernannt.

#### Klostergründungen

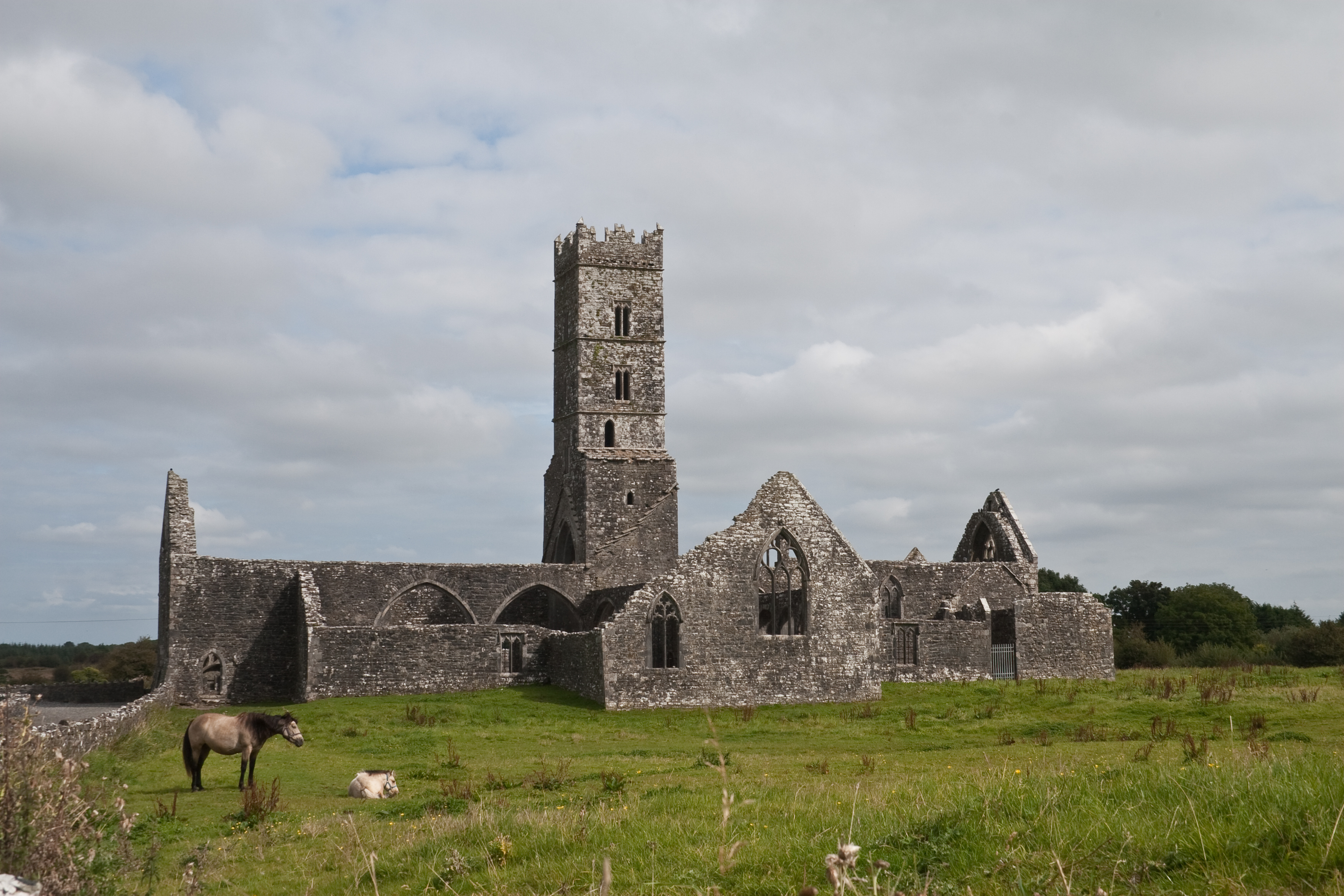
Südansicht des Klosters Kilconnell

- Das Kloster Kilconnell wird von William O’Kelly als Haus der Franziskaner in der Diözese Clonfert gegründet.

#### Antijudaismus
- Die erzwungene Disputation von Tortosa zwischen christlichen und jüdischen Gelehrten im zur Krone Aragonien gehörenden Fürstentum Katalonien endet nach anderthalb Jahren. Die Ergebnisse werden in der Papstbulle Etsi Doctoris Gentium veröffentlicht. Sie beinhaltet ein teilweises Talmud-Verbot, Einschränkungen in der Berufsausübung, weitergehende Segregation und die Pflicht, mehrmals im Jahr christliche Predigten anzuhören.

## Geboren

### Geburtsdatum gesichert
- 14. Mai: Franz I., Herzog von Bretagne († 1450)
- 21. Juli: Sixtus IV., Papst († 1484)
- 18. August: Dschami, persischer Dichter und Mystiker († 1492)
- 09. November: Albrecht Achilles, Kurfürst von Brandenburg († 1486)
- 15. November: Munjong, König der Joseon-Dynastie in Korea († 1452)

### Genaues Geburtsdatum unbekannt
- Karl IV., Graf von Maine  († 1472)
- Paolo Olmi, italienischer Augustinermönch und Historiograph († 1484)

### Geboren um 1414
- Dinnies von der Osten, pommerscher Ritter und Heerführer († 1477)
- Jaume Huguet, katalanischer Maler († 1492)

## Gestorben

### Todesdatum gesichert

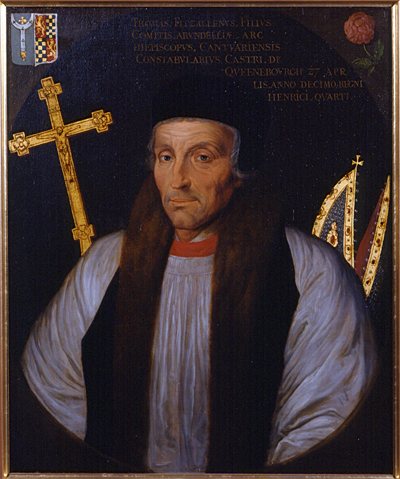
Erzbischof Arundel

- 19. Februar: Thomas Arundel, Bischof von Ely, Erzbischof von York und Canterbury sowie Lordkanzler von England (* 1353)
- 20. Februar: Arnold von Bärenfels, Schweizer Ritter und Bürgermeister
- 01. März: Viridis Visconti, Herzogin von Mailand und Österreich (* um 1350)
- 24. März: Arnaud de Corbie, Kanzler von Frankreich (* um 1325)

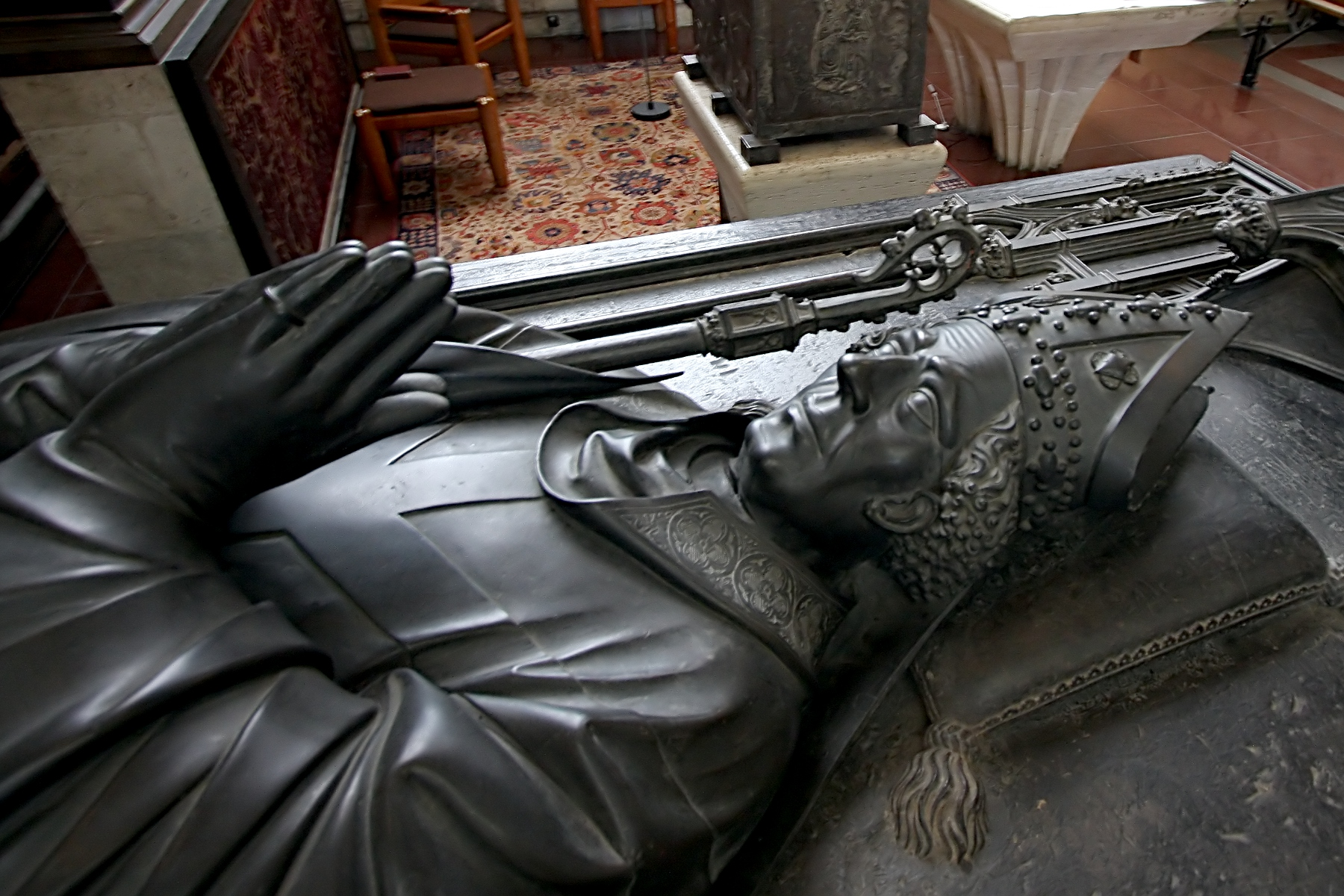
Hochgrab Friedrichs III. von Saarwerden im Kölner Dom

- 09. April: Friedrich III. von Saarwerden, Erzbischof von Köln (* um 1348)
- 06. August: Ladislaus, König von Neapel und Titularkönig von Jerusalem (* 1376)
- 30. August: Simon III., Graf von Sponheim (* nach 1330)
- 01. September: William de Ros, englischer Adeliger und Lord Treasurer (* um 1368)
- 12. September: Friedrich von Perneck, Bischof von Seckau

### Genaues Todesdatum unbekannt
- Ende März: Johanna Maria de Maillé, französische Adelige, Heilige der katholischen Kirche (* 1331)
- zwischen 14. August und 17. Dezember: Johann VII., Herr zu Werle-Güstrow (* um 1375)
- Stibor zo Stiboríc a Beckova, polnischer Adliger
- Johannes Mulberg, Schweizer Dominikanerbruder und Ordensreformator (* um 1350)
- Johannes von Tepl, böhmischer Dichter, Stadtschreiber und Notar (* um 1350)
- Odo von Thoire und Villars, Gouverneur von Nizza (* 1354)
- Stanislaus von Znaim, böhmischer Theologe und Philosoph (* um 1360)
- Jan Zyndram von Maszkowic, deutsch-polnischer Ritter, königlicher Feldherr (* um 1355)
- Tewodros I., Negus Negest (Kaiser) von Äthiopien (* vor 1380)

### Gestorben um 1414
- Otto der Ältere von Bergow, böhmischer Adliger, Oberstburggraf des Königreiches Böhmen (* um 1356)
- 1414 oder 1415: Meister Bertram, deutscher Maler der Gotik (* um 1340)